# Planeta Coração
Planeta Coração é o segundo álbum de estúdio da dupla sertaneja brasileira João Paulo & Daniel. Foi lançado em 1987 pela Chantecler. O álbum vendeu em torno de 50 mil cópias, e teve como sucessos as canções "Paloma" (versão de "La Paloma", de Julio Iglesias) e "Planeta Coração".

## Faixas
| N.º | Título                                  | Compositor(es)                                         | Duração |  |
| 1.  | "Paloma (La Paloma)"                    | Julio Iglesias / Ramon Arcusa (Versão: Fernando Adour) | 4:32    |  |
| 2.  | "Pensando em Ti"                        | Manoelito Nunes                                        | 2:34    |  |
| 3.  | "Desejo"                                | José Fortuna / Paraíso                                 | 2:17    |  |
| 4.  | "Decisão"                               | Julio Neres / João Paulo                               | 3:48    |  |
| 5.  | "Metade Da Minha Vida (Um Sonho Maior)" | Joel Marques / Rafael                                  | 3:35    |  |
| 6.  | "Sertão"                                | José Fortuna / Paraíso                                 | 2:53    |  |
| 7.  | "Planeta Coração"                       | Eduardo Lages / Jorginho Ferreira                      | 3:20    |  |
| 8.  | "Você"                                  | Durval / Davi                                          | 4:30    |  |
| 9.  | "Humilhação"                            | Edinho da Mata / Daniel                                | 3:30    |  |
| 10. | "Na Hora Da Dor"                        | Vicente Dias / Cleide                                  | 2:32    |  |
| 11. | "Sem Você Não Sou Feliz"                | César / Neusa Franco                                   | 2:26    |  |
| 12. | "Caminhos"                              | Fernando Lopes de Oliveira / Daniel / Cancioneiro      | 3:28    |  |